# Angor (langue)
Pour les articles homonymes, voir Angor.
L'angor est une langue papoue parlée en Papouasie-Nouvelle-Guinée dans la province de Sandaun.

## Classification
L'angor constitue avec le dera les langues senagi, une des familles de langues papoues.

## Écriture
| a | b | d | e | f | g | h | i | ɨ | k | m | mb | n | nd | ŋ | ŋg | o | p | r | s | t | u | ü | w | y |

## Sources
- (en) Harald Hammarström, Robert Forkel, Martin Haspelmath, Sebastian Bank, Glottolog, Angor.
- (en) Robert L. Litteral, Angor organised phonology data, 1997 (lire en ligne)